# ユステ修道院

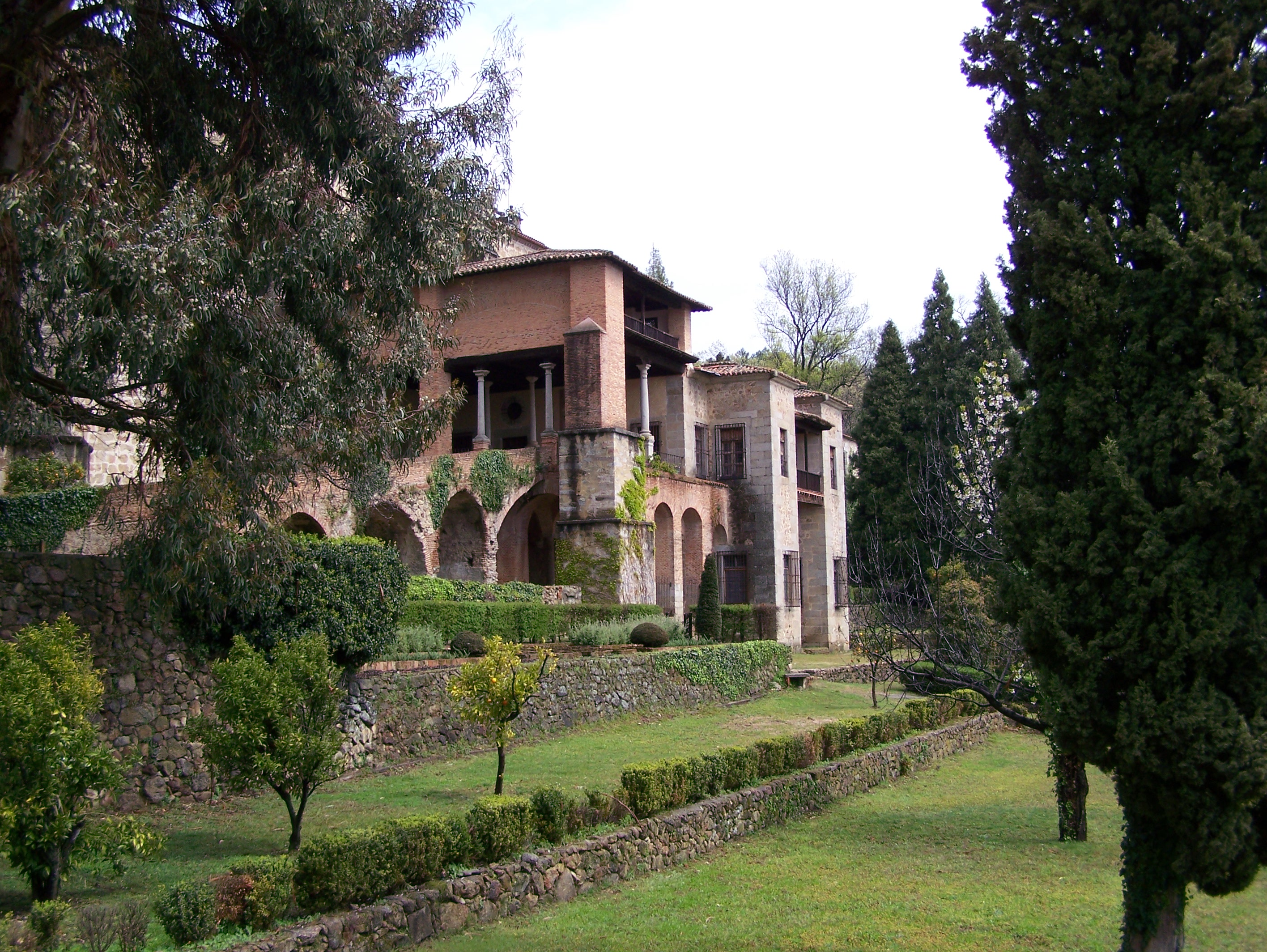
ユステ修道院

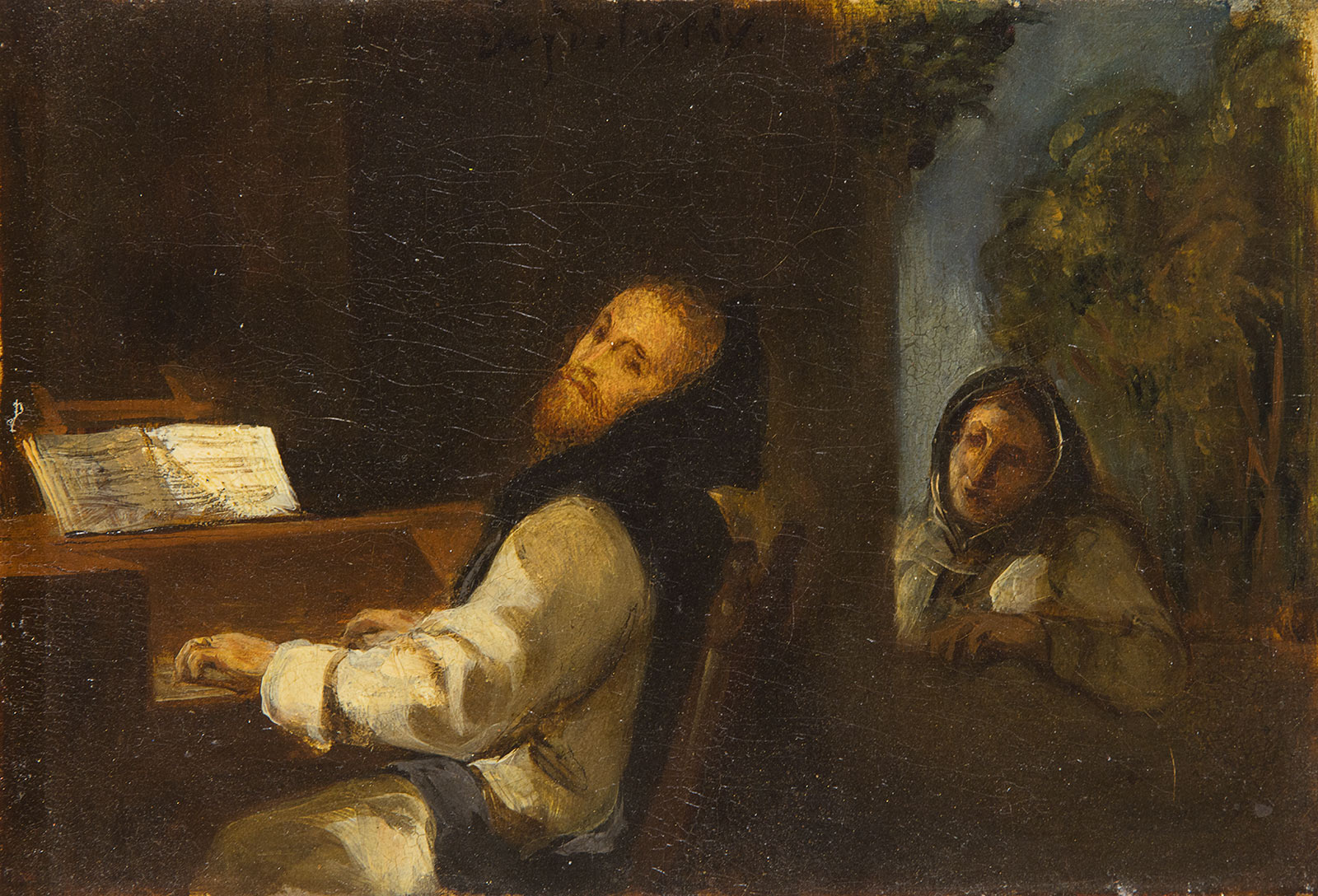
ユステのカール5世、ウジェーヌ・ドラクロワ画

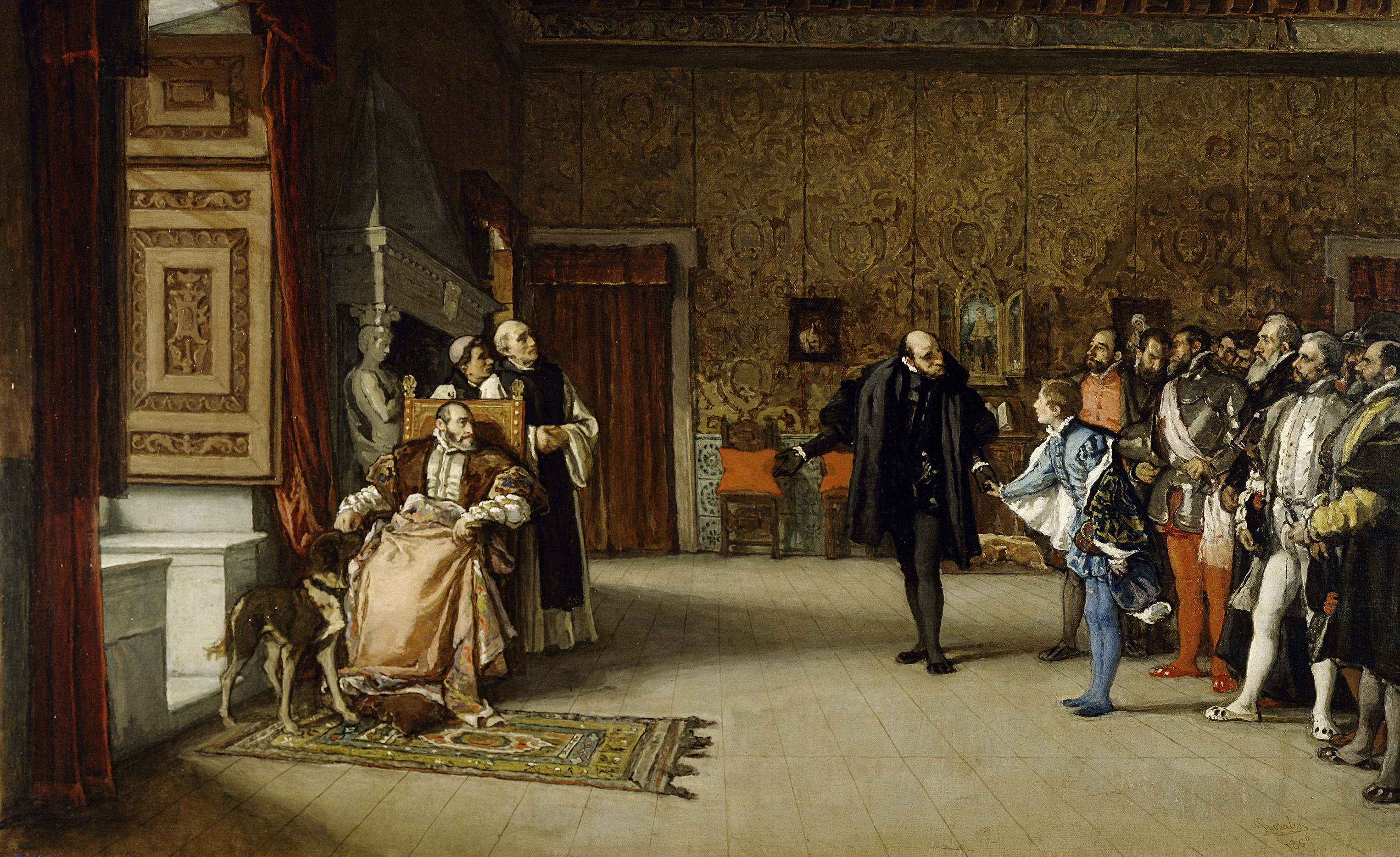
ユステにてカール5世と謁見するドン・フアン・デ・アウストリア（エドゥアルド・ロサレス画、1869年頃）

ユステ修道院 （スペイン語: Monasterio de Yuste）は、スペイン、エストレマドゥーラ州、カセレス県、クアコス・デ・ユステにあるかつてのカトリック教会の修道院。2004年にスペインの歴史遺産に登録された。
修道院の場所は、14世紀にプラセンシアからやってきた2人の隠者が修道院を建てた場所であった。ユステ修道院が始めにその名を現したのは16世紀（1507年）であった。そこではヒエロニムス会の修道士たちが歓迎され、黙想の生活を続けられた。修道院と付属教会には、ゴシック様式の要素が今も残っている。
1556年、神聖ローマ皇帝カール5世は、スペイン王位を長男フェリペ2世へ、神聖ローマ皇帝位を実弟フェルディナントへ譲ったのち、ユステ修道院へ隠退した。皇帝と、その側近60人から70人のために場所を提供するため、1556年に修道院が拡張された。元皇帝がユステで暮らした間、フェリペ2世を含む多くの宮廷からの賓客がカールを訪問した。1558年9月21日、カール5世は修道院で亡くなり、付属教会に埋葬された。しかし後に、フェリペ2世の希望によって、遺体はエル・エスコリアル修道院の王室霊廟へ移葬された。
スペイン内戦で、修道院の建物に火が放たれて破壊された。ヒエロニムス会の修道士たちは追放され、残った建物は永代所有財産解放令によって競売にかけられた。修道院は廃墟のまま打ち捨てられた。
1949年、フランコ政権によって、修道院は原型の設計に沿って再建・修復がなされた。